# Мовчан Павло Михайлович
Павло́ Миха́йлович Мо́вчан (15 липня 1939 , Велика Вільшанка і Україна ) — український громадський діяч, журналіст і політик, поет, перекладач, сценарист. Заслужений діяч мистецтв України (1993); голова ВУТ «Просвіта» ім. Т.Шевченка; член Центрального проводу УНП (з січня 2003); шеф-редактор газети «Слово Просвіти»; член Комітету Національних премій України ім. Т.Шевченка (з листопада 2005). Член Спілки письменників України (з 1972). Лауреат Державної премії України імені Т. Шевченка (1992).

## Життєпис
Народився 15 липня 1939 (с. Велика Вільшанка, Васильківський район Київської області); українець; батько Михайло Устимович (1902—†1977) і мати Пелагея Лазарівна (1905—†1987) — колгоспники; дружина Голота Любов Василівна (1949) — літератор, журналіст; син Богдан (1966) — перекладач; дочка Павлина (1987).
Освіта: Літературний інститут ім. М. Горького (м. Москва, 1965), журналіст; Вищі сценарно-режисерські курси при Держкіні СРСР (1969—1971).
1958—1960 — студент Київського університету ім. Т. Шевченка. 1960—1965 — студент Літературного інституту ім. Горького. 1966 — виконувач обов'язків завідувача відділу редакції журналу «Дніпро». З 1966 — різнороб, експедитор, моряк риболовецького сейнера. З 1967 — навчання на 2-річних сценарно-режисерських курсах при Держкіні СРСР. З 1969 — літпрацівник, сценарист кіностудії ім. Довженка. З 1971 — різнороб, літпрацівник, журналіст, безробітний. З 1988 — секретар правління Спілки письменників України і Київської організації Спілки письменників України.
Народний депутат України 12 (1) скликання з березня 1990 (2-й тур) до квітня 1994 року, Березняківський виборчий округ № 2, м. Київ. Входив до Народної Ради. Ініціатор створення Громадського об'єднання допомоги Литовській Республіці. На час виборів секретар правління Київської організації Спілки письменників України. 1-й тур: з'явка 73.6 %, за 44.4 %. 2-й тур: з'явка 69.2 %, за 51.8 %. 8 суперників. Голова підкомісії з питань гласності Комісії з питань Чорнобильської катастрофи.
Народний депутат України 2-го скликання з березня 1994 року (1-й тур) до квітня 1998, Коломийський виборчий округ № 198, Івано-Франківська область, висунутий трудовим колективом. 1-й тур: з'явка 84.2 %, за 57.91 %. 12 суперників. Голова підкомітету з міжпарламентських зв'язків Комітету у закордонних справах і зв'язках з СНД. Член фракції НРУ (до жовтня 1996 — член групи «Державність»).
Народний депутат України 3-го скликання березень 1998-квітень 2002, виборчий округ № 152, Рівненська область. З'явка 72.0 %, за 17.9 %, 20 суперників. Березень 1998 — кандидат в народні депутати України від НРУ, № 16 в списку. Член Комітету у закордонних справах і зв'язках з СНД (липень 1998-лютий 2000). Член фракції НРУ (з травня 1998; з квітня 2000 — фракція УНР); перший заступник голови Комітету у закордонних справах (з лютого 2000).
Народний депутат України 4-го скликання квітень 2002-квітень 2006 від блоку В.Ющенка «Наша Україна», № 58 в списку (член РУХу-УНР). Член фракції «Наша Україна» (травень 2002-березень 2005), член фракції УНП (березень 2005-квітень 2006), перший заступник голови Комітету з питань культури і духовності (червень 2002-квітень 2006).
Березень 2006 — кандидат в народні депутати України від Українського народного блоку Костенка і Плюща, № 16 в списку.
Народний депутат України 6-го скликання листопад 2007-грудень 2012 від Блоку Ю.Тимошенко, № 131 в списку. Під час виборів: пенсіонер, безпартійний.
В період свого депутатського мандату, активно підтримував та голосував за реформи у таких галузях як: судова, економіка, виборче законодавство, конституційні реформи та інші, які були ініційовані тодішньою коаліцією у Верховній Раді, утвореною Партією регіонів. Проте, в гуманітарних і освітньо-мовних питаннях підтримки з боку Мовчана коаліція ніколи не знаходила. Саме підтримка коаліції стала головною причиною виключення Мовчана із фракції БЮТ-«Батьківщина», за списками якої він і потрапив до Парламенту.
«Одинокі самураї абсолютно ні на що не впливають», — саме цими словами супроводжувався перехід Мовчана до депутатської групи «Реформи заради майбутнього» у 2011 році, яка підтримувала «системні реформи» президента Віктора Януковича.
Член Спілки письменників України (з 1972). Поет, перекладач, сценарист. Член Ради з питань мовної політики при Президентові України (лютий 1997 — листопад 2001). Член президії Центрального проводу НРУ (з березня 1999) Член Центрального проводу НРУ (жовтень 1997 — березень 1999). Член президії Центрального проводу РУХу (УНР) (грудень 1999 — січень 2003).
Автор збірок: «Нате!» (1963), «Летюче дерево» (1972), «Зело» (1973), «Нитка-оксамитка» (для дітей, 1975), «Пам'ять» (1977), «Досвід» (1980), «Круговорот», «В день молодого сонця» (1981), «Голос» (1982), «Жолудь» (1983; 1990 — російською), «Календар», «Польовичок» (для дітей, 1985), «Світло» (1986), «Поріг» (1988), «Сіль» (1989), «Осереддя» (1989), «Відбитки» (1992), «Хрест» (1993); збірка есеїв і літературно-критичних статей: «Ключ розуміння» (1990), «Мова — явище космічне» (1994); переклади Г. Матевосяна, В. Распутіна, Ю. Марцинкявічюса, М. Каріма тощо.
Володіє туркменською, польською, російською, сербською мовами.
Автор ідеї мультсеріалу «Лис Микита» на мотиви творчості Івана Франка. Автор сценарію мультфільму «Котигорошко».

## Нагороди
- Орден Свободи (7 грудня 2018) — за вагомий особистий внесок у розвиток національної культури і мистецтва, багаторічну просвітницьку діяльність та з нагоди 150-річчя заснування товариства «Просвіта»[10]
- Орден князя Ярослава Мудрого II ст. (28 червня 2024) — за значні заслуги у зміцненні української державності, мужність і самовідданість, виявлені у захисті суверенітету та територіальної цілісності України, вагомий особистий внесок у розвиток різних сфер суспільного життя, сумлінне виконання професійного обов'язку[11]
- Орден князя Ярослава Мудрого III ст. (15 липня 2009) — за визначний особистий внесок у розвиток демократичних засад Української держави, багаторічну плідну діяльність на ниві відродження національної культури, утвердження духовності українського суспільства та з нагоди 70-річчя від дня народження[12]
- Орден князя Ярослава Мудрого IV ст. (23 серпня 2005) — за значний особистий внесок у соціально-економічний, науковий та культурний розвиток України, вагомі трудові здобутки та активну громадську діяльність[13]
- Орден князя Ярослава Мудрого V ст. (8 грудня 1998) — за визначні особисті заслуги у розвитку української державності, плідну творчу і громадську діяльність[14]
- Заслужений діяч мистецтв України (22 серпня 1996) — за вагомий особистий внесок у примноження національних духовних надбань, високий професіоналізм та з нагоди п'ятої річниці незалежності України[15]
- Державна премія України імені Т. Шевченка 1992 року — за збірки поезій «Материк», «Осереддя»[16]
- Лауреат Державної премії Туркменської РСР
- Почесна грамота Кабінету Міністрів України (липень 1999, вересень 2004).
- Відзнака Президента України — ювілейна медаль «25 років незалежності України» (2016).[17]